# Велеша
Велеша (рос. Велеша) — присілок у Волховському районі Ленінградської області Російської Федерації.
Населення становить 0 осіб. Належить до муніципального утворення Староладозьке сільське поселення.

## Історія
Згідно із законом № 56-оз від 6 вересня 2004 року належить до муніципального утворення Староладозьке сільське поселення.

## Населення
| 2007 | 2010 | 2017 |
| ---- | ---- | ---- |
| 1    | ↘0   | →0   |